# Глоды
Глоды (укр. Глоди) — село,
Стасовский сельский совет,
Диканьский район,
Полтавская область,
Украина.

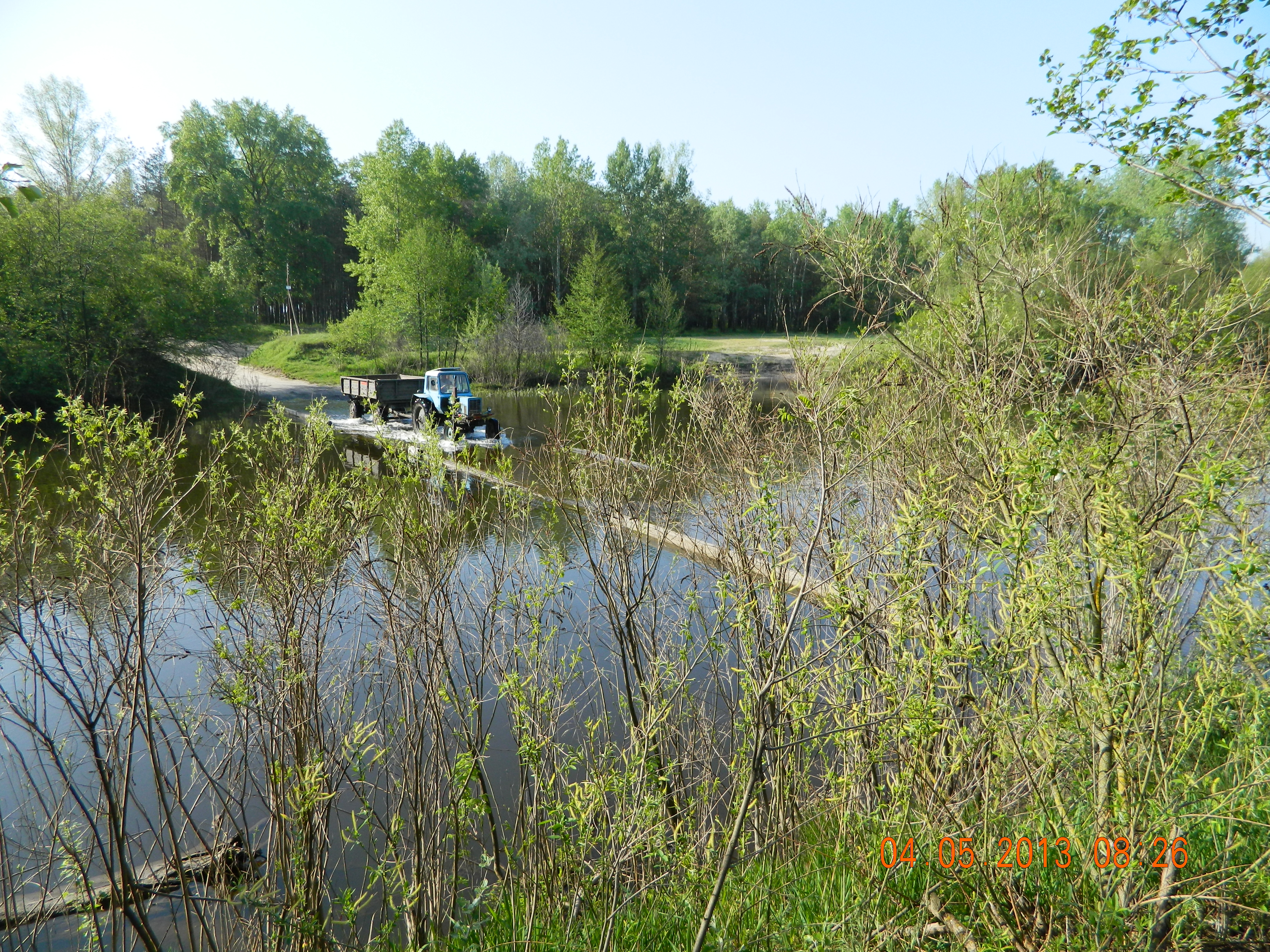
Мост через Ворсклу на дороге Боярышники — Гавронцы во время половодья 2013 года

Код КОАТУУ — 5321084903. Население по переписи 2001 года составляло 5 человек.

## Географическое положение
Село Глоды находится на левом берегу реки Ворскла,
выше по течению на расстоянии в 2 км расположено село Вороны (Котелевский район),
на противоположном берегу — село Гавронцы.
По селу протекает пересыхающий ручей с запрудой.
К селу примыкает большой лесной массив (сосна).